# Carlos Sotillo
Carlos Sotillo Martínez (* 18. listopadu 1962 Alcorcón) je bývalý španělský zápasník–judista a sambista.

## Sportovní kariéra
Připravoval se v Madridu. Ve španělské reprezentaci se pohyboval od roku 1983 v superlehké váze do 60 kg. V roce 1984 se kvalifikoval na olympijské hry v Los Angeles a obsadil 7. místo, když nestačil ve druhém kole na Jihokorejce Kim Če-jopa. Na své druhé olympijské hry v Soulu odjížděl již jako zkušený zápasník, ale překvapivě nestačil v úvodním kole na Portugalce Renato Santose. V roce 1992 startoval na domácích olympijských hrách v Barceloně, ale podobně jako před čtyřmi lety nepřešel přes úvodní kolo. Vzápětí ukončil sportovní kariéru. Věnuje se trenérské práci. Na vrcholovou úroven připravil několik španělských reprezentantů – k nejúspěšnějsím patřila Cecilia Blancová. S manželkou Begoñou Gómezovou mají v Madridu otevřené dojo.

## Výsledky
| Turnaj             | 1983            | 1984            | 1985            | 1986            | 1987            | 1988            | 1989            | 1990            | 1991            | 1992            |
| Turnaj             | 21              | 22              | 23              | 24              | 25              | 26              | 27              | 28              | 29              | 30              |
| Turnaj             | superlehká váha | superlehká váha | superlehká váha | superlehká váha | superlehká váha | superlehká váha | superlehká váha | superlehká váha | superlehká váha | superlehká váha |
| ------------------ | --------------- | --------------- | --------------- | --------------- | --------------- | --------------- | --------------- | --------------- | --------------- | --------------- |
| Olympijské hry     |                 | 7.              |                 |                 |                 | úč.             |                 |                 |                 | úč.             |
| Mistrovství světa  | 7.              |                 | úč.             |                 | úč.             |                 | úč.             |                 | úč.             |                 |
| Mistrovství Evropy | —               | 3.              | 3.              | —               | úč.             | 3.              | 3.              | 5.              | úč.             | 5.              |